# Ritratto di donna nelle vesti di Flora
Ritratto di donna nelle vesti di Flora  è un dipinto di Giambattista Tiepolo, realizzato con la tecnica dell'olio su tela. 

## Storia
L'opera, eseguita nel 1760, fu commissionata da Elisabetta di Russia. Dopo vari passaggi (nel XIX secolo fu tra l'altro rinvenuta negli scantinati di un castello in Francia), fu messa all'asta da Christie's a Londra il 3 dicembre 2008 col valore di 900mila sterline; venne acquistata da un privato per 2,8 milioni di sterline (3,3 milioni di euro), la cifra più alta mai vista per un'opera di Tiepolo. 